# Okres Devecser

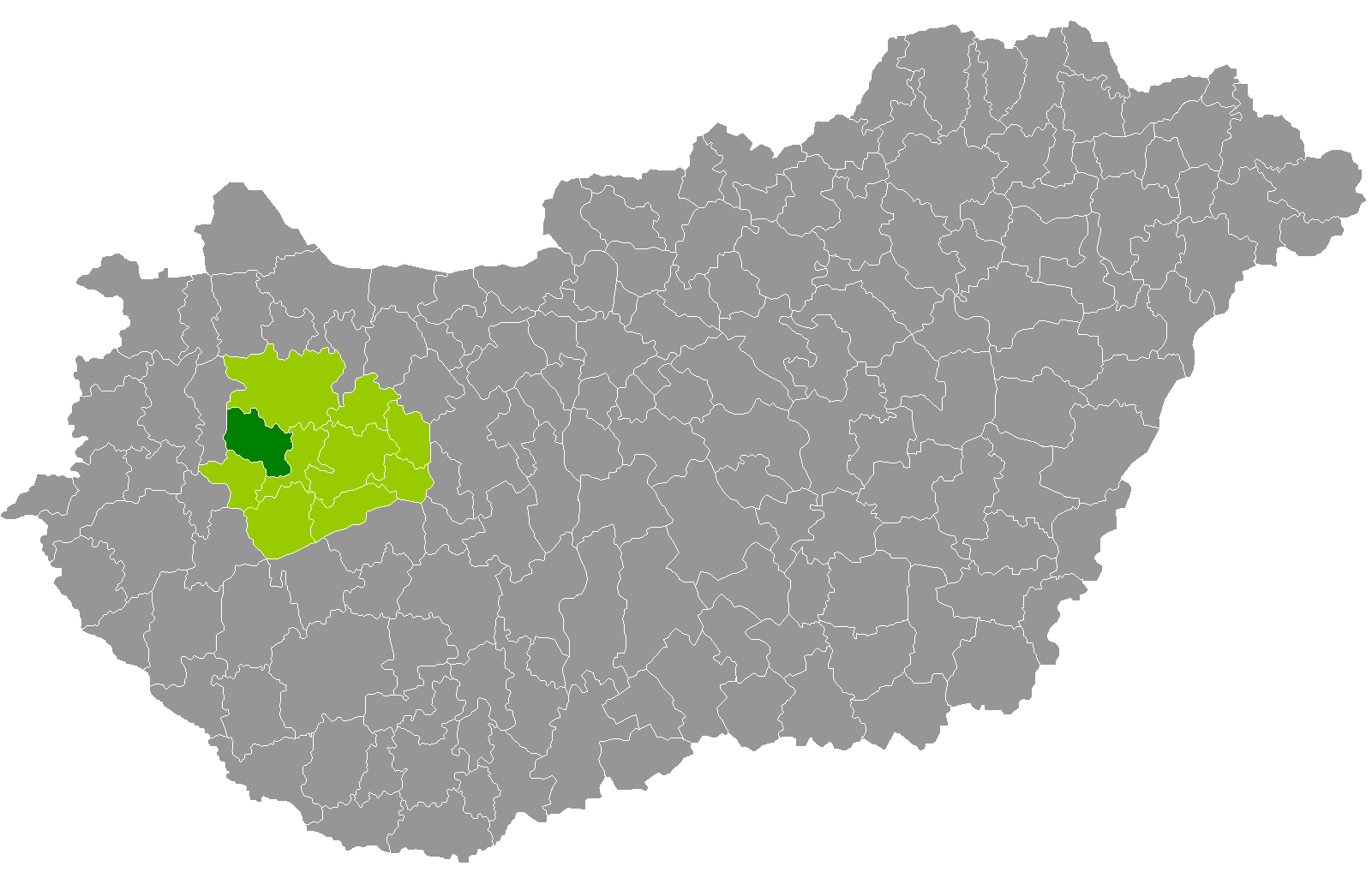
Okres Devecser

Okres Devecser (maďarsky Devecseri járás) se nachází v Maďarsku v župě Veszprém. Jeho správním centrem je město Devecser.

## Sídla
V okrese je jedno město (Devecser) a 27 obcí:
- Adorjánháza
- Apácatorna
- Borszörcsök
- Csögle
- Dabrony
- Devecser
- Doba
- Egeralja
- Iszkáz
- Kamond
- Karakószörcsök
- Kerta
- Kisberzseny
- Kiscsősz
- Kispirit
- Kisszőlős
- Kolontár
- Nagyalásony
- Nagypirit
- Noszlop
- Oroszi
- Pusztamiske
- Somlójenő
- Somlószőlős
- Somlóvásárhely
- Somlóvecse
- Tüskevár
- Vid